# Arcidiecéze bogotská
Arcidiecéze bogotská (lat. Archidioecesis Bogotensis) je římskokatolická metropolitní arcidiecéze v Kolumbii se sídlem v Bogotě. Arcibiskup tradičně nosí titul primase kolumbijského. Arcibiskupským sídelním kostelem je kostel Neposkrvrněného Početí v Bogotě. Arcidiecéze je centrem bogotské církevní provincie, kterou dále tvoří diecéze Engativá, Facatativá,Fontibón, Girardot, Soacha, Zipaquirá.

## Stručná historie
Roku 1562 byla zřízena Diecéze Santafé en Nueva Granada, která byla již v roce 1564 povýšena na metropolitní arcidiecézi. V roce 1898 byl změněn název na Arcidiecéze Bogota v Kolumbii, od roku 1953 nese název dnešní. Papež Lev XIII. udělil v roce 1902 arcibiskupům čestný titul primase Kolumbie.